# Wijchen
Wijchen er en nederlandsk by og kommune med 41.261 (2021) indbyggere. Den ligger i den østlige provins Gelderland.
Byen ligger ved togstrækningen mellem Oss og Nijmegen.